# ليندسي سلون
ليندسي سلون ليكين رولينز (بالإنجليزية: Lindsay Sloane)‏ (ولدت في 8 أغسطس 1977) ممثلة أمريكية، ولدت في لونغ آيلاند، نيويورك بعد انتقاله إلى لوس أنجلوس دست في مدرسة ثانوية في تشاتسوورث، كاليفورنيا بدا مسيرتها الفنية في مسلسل الكوميدي الدرامي ذا وندر ييرز (1988), كما شاركت في مسلسل سيتكوم التلفزيوني السيد رودس (1996) في دور «زوي ميلر», ظهرت أيضا في مسلسل سيتكوم التلفزيونيدارما وغريغ (1997)، لها عدد من المشاركات السينمائية منها فيلم زوجات هنري ليفاي الست (2009) طقوس عربدة قديمة جيدة (2011) قامت بدور لوستايسي في فيلم مدراء فظيعون (2011), الرفيق العزيز (2012), عرفت بظهورها في دور «فاليري بيركهيد» سابرينا الساحرة المراهقة (1997-1999).

## روابط خارجية
- ليندسي سلون على موقع IMDb (الإنجليزية)
- ليندسي سلون على موقع ألو سيني (الفرنسية)
- ليندسي سلون على موقع أول موفي (الإنجليزية)
- ليندسي سلون على موقع قاعدة بيانات الأفلام السويدية (السويدية)
- ليندسي سلون على موقع إن إن دي بي (الإنجليزية)
- ليندسي سلون على موقع قاعدة بيانات الفيلم (الإنجليزية)
- ليندسي سلون على موقع كينوبويسك (الروسية)